# Huta Szkła Gospodarczego „Hortensja”
Huta Szkła Gospodarczego „Hortensja” (HSG „Hortensja”) – polska huta szkła działająca w latach 1889–2004 w Piotrkowie Trybunalskim. 
W HSG „Hortensja” produkowano wyroby ze szkła dmuchanego i szkła prasowanego. Stosowano szkło sodowo-potasowe uszlachetnione barem.
W lutym 1993 huta została przekształcona w jednoosobową spółkę Skarbu Państwa, w 1994 wartość eksportu wyniosła 2,8 mln dolarów.

## Historia
W 1889 r. w Piotrkowie Trybunalskim powstała Piotrkowska Fabryka Szkła "Anna". Po trzech latach działalności została zamknięta, a w 1893 r. jej tereny wydzierżawił Emil Haebler, przedsiębiorca pochodzący z Saksonii. Haebler zrezygnował z dzierżawy w 1897 r. i zbudował w Piotrkowie własną hutę "Kara". W 1907 r. "Annę" zakupiło Przemysłowo-Handlowe Towarzystwo Akcyjne Dawnych Przedsiębiorstw Emila Haeblera, a nazwę huty zmieniono na "Hortensję". Po II wojnie światowej huta została upaństwowiona i działała pod nazwą Huta Szkła Gospodarczego "Hortensja".  
W latach 70. w hucie zatrudnionych było ponad 2000 osób. 

## Projektanci
Z hutą związani byli: Janusz Kazanecki, Stanisław Kowalczyk, Wiesław Sawczuk, Andrzej Tkaczyk, Krystyna Tkaczyk, Barbara Urbańska-Miszczyk.